# Kroatië op het Eurovisiesongfestival 1997
Kroatië nam deel aan het Eurovisiesongfestival 1997 in Dublin, Ierland. Het was de 5de deelname van het land op het Eurovisiesongfestival. De selectie verliep via het jaarlijkse Dora. HRT was verantwoordelijk voor de Kroatische bijdrage voor de editie van 1997.

## Selectieprocedure
De nationale finale werd gehouden in Opatija op 9 maart 1997.
In totaal deden er 20 artiesten mee aan deze finale en de winnaar werd gekozen door 20 regionale jury's.

| Volgorde | Artiest            | Lied                      | Componist – Lyrist                                                | Punten | Plaats |
| -------- | ------------------ | ------------------------- | ----------------------------------------------------------------- | ------ | ------ |
| 1        | Tajana             | "Povedi me"               | Ivan Mikulić – Fayo                                               | 0      | 19     |
| 2        | Ksenija Sobotinčić | "Nemamo to pravo"         | Andrej Babić                                                      | 6      | 17     |
| 3        | Oliver Dragojević  | "Lucija"                  | Zdenko Runjić - Ivana Runjić, Vedrana Runjić                      | 62     | 8      |
| 4        | Bay Bis            | "Boje ljubavi"            | Zrinko Tutić                                                      | 0      | 19     |
| 5        | Branka B.          | "Nasoj ljubavi"           | Zlatan Stipišić Gibonni - Zlatan Stipišić Gibonni, Nenad Ninčević | 4      | 18     |
| 6        | Magazin            | "Opium"                   | Tonći Huljić - Vjekoslava Huljić                                  | 64     | 7      |
| 7        | Ivana Plechinger   | "Zora"                    | Ivana Plechinger - Bruno Kovačić                                  | 52     | 9      |
| 8        | E.N.I.             | "Probudi me"              | Davor Tolja – Alida Sarar                                         | 170    | 1      |
| 9        | Dona Ares          | "Zadnja noć"              | Guido Mineo - Ivana Mavrin, Robert Pilepić                        | 48     | 12     |
| 10       | Petar Grašo        | "Idi"                     | Petar Grašo                                                       | 161    | 2      |
| 11       | Lidija Bajuk       | "Zora djevojka"           | Lidija Bajuk                                                      | 79     | 5      |
| 12       | Lana Cenčić        | "Ti si super, ti si mrak" | Lana Cenčić – Fayo                                                | 7      | 16     |
| 13       | Brešković Brothers | "Voljet ću te vječno"     | Tonći Brešković, Nikola Brešković - Marko Brešković               | 52     | 9      |
| 14       | Novi fosili        | "Vrijeme"                 | Rajko Dujmi - Fayo                                                | 52     | 9      |
| 15       | Minea              | "Magla"                   | Fedor Boic - Vjekoslava Huljić                                    | 27     | 14     |
| 16       | Maja Blagdan       | "Za nas"                  | Nenad Ninčević                                                    | 134    | 3      |
| 17       | Leo                | "Moje nebo"               | Đorđe Novković - Štefanija Soldan, Eduard Matešić                 | 66     | 6      |
| 18       | Dražen Žanko       | "Zamantan"                | Dražen Žanko                                                      | 23     | 15     |
| 19       | Ivan Mikulić       | "Proljeće"                | Miro Buljan - Fayo                                                | 36     | 16     |
| 20       | Alen Nižetić       | "Ti"                      | Nenad Ninčević                                                    | 117    | 4      |

## In Dublin
In Ierland moest Kroatië optreden als 23ste van 25 deelnemers, net na Frankrijk en voor het Verenigd Koninkrijk. Op het einde van de puntentelling bleken ze op een 17de plaats te zijn geëindigd met 24 punten.
België deed niet mee in 1997 en Nederland had geen punten over voor deze inzending.

### Gekregen punten

#### Finale
| 12 punten | 10 punten | 8 punten | 7 punten                | 6 punten                          |
| --------- | --------- | -------- | ----------------------- | --------------------------------- |
|           |           | - Malta  |                         |                                   |
| 5 punten  | 4 punten  | 3 punten | 2 punten                | 1 punt                            |
| - Zweden  | - Cyprus  | - Polen  | - Bosnië en Herzegovina | - Duitsland - Verenigd Koninkrijk |

### Punten gegeven door Kroatië

#### Finale
Punten gegeven in de finale:
| 12 punten | Verenigd Koninkrijk   |
| 10 punten | Italië                |
| 8 punten  | Malta                 |
| 7 punten  | Griekenland           |
| 6 punten  | Ierland               |
| 5 punten  | Duitsland             |
| 4 punten  | Cyprus                |
| 3 punten  | Slovenië              |
| 2 punten  | Hongarije             |
| 1 punt    | Bosnië en Herzegovina |